# Maître de Jean Rolin
Le Maître de Jean Rolin est un maître anonyme enlumineur actif à Paris entre 1440 et 1465. Il doit son nom à un missel exécuté pour le cardinal Jean Rolin.

## Éléments biographiques et stylistiques

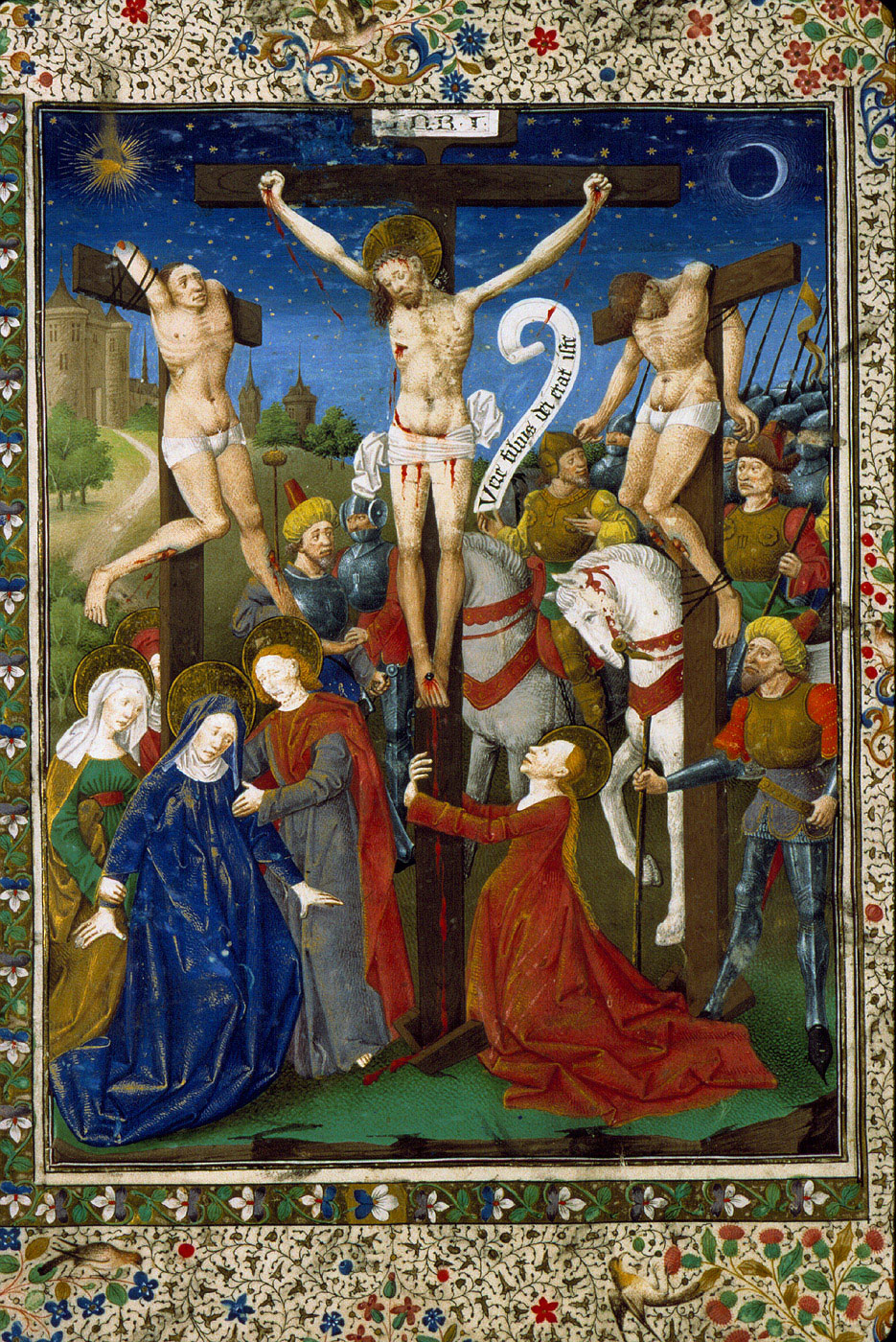
Crucifixion, Missel de Jean Rolin.

Cet artiste anonyme doit son nom de convention à plusieurs manuscrits qu'il a réalisé pour le cardinal Jean Rolin, évêque d'Autun et fils de Nicolas Rolin, chancelier de Bourgogne. Il a été forgé par l'historienne de l'art américaine Eleanore Spencer en distinguant des manuscrits autrefois attribués par Paul Durrieu à Jacques de Besançon. 
Selon Spencer, il était d'origine des Pays-Bas, alors que selon Charles Sterling, il a été formé en Bourgogne. D'après ce dernier, il aurait été influencé par le peintre dijonnais nommé Guillaume Spicre et par la sculpture en vogue dans la ville, avant d'arriver à Paris en suivant le cardinal Rolin. Il s'agit sans doute d'un collaborateur du Maître de Dunois, chef d'atelier parisien lui-même continuateur du Maître de Bedford. Le Maître et son disciples réalisent ensemble plusieurs manuscrits dont les Heures de Simon de Varye sur lesquelles intervient aussi Jean Fouquet, ainsi que dans un manuscrit de l'Horloge de Sapience, actuellement conservé à Bruxelles,.  
Par la suite, il dirige lui-même un atelier à la tête duquel va lui succéder le Maître François puis le Maître de Jacques de Besançon, jusqu'au début du XVIe siècle.

## Manuscrits attribués

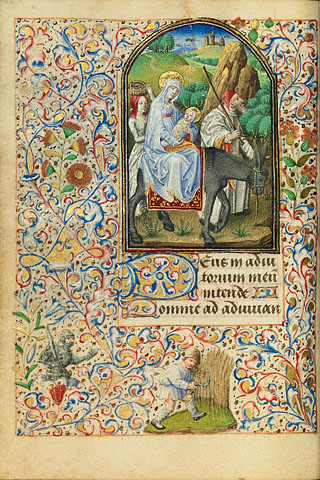
La Fuite d'Égypte, miniature tirée des Heures de Varie, Getty Center, Ms.7, f28v.

- Missel à l'usage d'Autun à destination de Jean Rolin, vers 1450-1455, Bibliothèque municipale de Lyon, ms.517
- Missels à l'usage d'Autun pour Jean Rolin, Bibliothèque municipale d'Autun, Mss. 108A et 114A
- Heures de Simon de Varye, 1455, en collaboration avec le Maître de Dunois et Jean Fouquet, Getty Center, ms.7[4] et Bibliothèque royale (Pays-Bas), La Haye, ms.74G37a[5]
- Horloge de sapience, Bruxelles, Bibliothèque royale de Belgique, Ms. IV 111
- Heures de Benoit Damian, Pierpont Morgan Library, M.1027[6]
- Livre d'heures, British Library, Add. MS. 25695
- Livre d'heures, Bibliothèque nationale autrichienne, Cod. 1840
- Livre d'heures, Walters Art Museum, MS. Walters 251
- Heures d'Adélaïde de Savoie, vers 1460-1465, musée Condé, Chantilly, ms.76 (participation au calendrier en compagnie du Maître d'Adélaïde de Savoie)
- Livres d'heures à l'usage de Rome, vers 1450, coll. part[7].